# NGC 2822
NGC 2822 is een elliptisch sterrenstelsel in het sterrenbeeld Kiel. Het hemelobject werd op 29 januari 1835 ontdekt door de Britse astronoom John Herschel. NGC 2822 staat vanaf de Aarde gezien vrij dicht tegen de relatief heldere ster β Carinae (Miaplacidus).

## Synoniemen
- ESO 61-4
- IRAS09132-6926
- PGC 26026